# Capilla de Laonzana
La capilla de Laonzana es un templo católico ubicado en la localidad de Laonzana, comuna de Huara, Región de Tarapacá, Chile. Construida en el siglo xix, fue declarada monumento nacional de Chile, en la categoría de monumento histórico, mediante el Decreto n.º 13, del 27 de enero de 2009.

## Historia
El primer templo fue construido a mediados del siglo xvii por misioneros venidos de Cuzco. La capilla definitiva data de mediados del siglo xix. En el año 2013 fueron inauguradas unas obras de restauración.

## Descripción
Con planta de cruz latina, está construida con muros de adobe, con uso de contrafuertes para reforzar la estructura. La torre campanario, de base de piedra y barro con estructura superior de madera, se encuentra adosada a la iglesia, y sostenida por uno de los contrafuertes de la capilla. En la portada de acceso posee columnas salomónicas y ornamentación floral.